# Tasnádi Péter (vállalkozó)
Tasnádi Péter (Budapest, 1950. március 28. –) a magyar alvilág egyik legismertebb alakja, aki kisebb megszakításokkal összesen 13,5 évet töltött börtönben többek között önbíráskodás, súlyos testi sértés, zsarolás, lőfegyverrel való visszaélés és bűnszervezetben elkövetett emberölés kísérlete miatt. A Magyar Ökölvívó Szövetség korábbi elnökségi tagja. Az Utcai Harcosok Országos Szövetségének korábbi országos elnöke. A Budapest Maccabi Sportklub alapítója és volt elnöke, valamint különböző küzdősportok szervezője és menedzsere. Eddig négy önéletrajzi ihletésű könyve jelent meg.

## Pályafutása

#### Fiatalkora
A VII. ker. Hernád utca 46. sz. alatti, Bokányi Dezső általános iskola után katonai szakközépiskolában érettségizett, majd a sorkatonai szolgálata letöltése után elvégezte a Marxizmus-Leninizmus Esti Egyetemet és a Kereskedelmi és Vendéglátóipari Főiskolát. Közben megnősült, és az Állami Biztosítónál mint szervező helyezkedett el. 1979-től előbb a Hírlap Kiadó Vállalat, majd a Lapkiadó Vállalat munkatársa volt, ahol sportlapoknak szerzett támogatást a nagyobb sportszövetségektől. Ennek keretében több sportági szakszövetség reklámfőnöki pozícióját is megszerezte.

#### Küzdősportok
Az 1980-as évek elején részt vett a Honvéd Kupa Nemzetközi Ökölvívó Bajnokság szervezésében. 1992 februárjában megalapította a Budapest Maccabi Sportklubot amelynek ökölvívó csapata rögtön megnyerte a magyar bajnokságot. 1994-ben elindította az Utcai Harcosok Bajnokságát, ami sikerszéria lett. Az ekkor alapított Utcai Harcosok Országos Szövetségének országos elnöke lett. 2019-ben a Papp László Sportcsarnokban megrendezte a Spártai Gladiátorok Gáláját, ami nem sikerült túl jól.

#### Külföldi évei
1986-ban Ausztriába távozott, ahol névházasságot kötött egy osztrák nővel és Bécsben egy nem túl sikeres modellügynökséget alapított. Ennek csődje után visszatért Magyarországra, ahol sikeres modellügynökként próbálta magát eladni – kevés sikerrel. 1987-ben anyagi háttér nélkül disszidált Izraelbe, ahol kezdetben aerobic-oktatóként kezdett el dolgozni. Saját állítása szerint – egy gyémántkereskedők által üzemeltetett testőrképző iskolában kapott kiképzést, majd személyi testőr volt egy gyémántkereskedő mellett. 1988 végén visszatért Ausztriába, ahol több műszaki boltot üzemeltetett. 1991-ben végleges szándékkal hazatért Magyarországra. Később az USA-ban, főként Las Vegasban is élt 1999-ig.

#### Kétes hírű vállalkozó
Már az Állami Biztosítónál végzett munkája mellett is többféle dologgal kezdett üzletelni, kereskedni. Hivatali úton hozzájutott az autókiutalási listákhoz, majd a lehetőségről lemondó sorra kerülők kocsijait jelentős felár fejében "kiközvetítette" olyanok számára, akik minél előbb kívántak autóhoz jutni. 1975-ben a Dél-Budai Fodrászszövetkezet keretein belül megnyitotta az első testkultúra szalont Budapesten, a XII. kerületben a jelenlegi Apor Vilmos téren. Itt a szövetkezet elnökével, mint üzletvezető 32%-os bevételrészesedésben állapodtak meg, ami három évig tudott fennmaradni. A sportszövetségek reklámfőnökeként végzett tevékenysége keretében a külföldre utazó válogatott keretek tagjaként kurrens nyugati műszaki cikkeket csempészett az országba, amit a Bizományi Vállalaton keresztül értékesített. Karrierjének az vetett véget, hogy az illetékeseknek feltűnt, hogy a női kosárlabdacsapat beállósaként utazott az Egyesült Államokba. Részt vett az első újkori magyar szépségverseny szervezésében 1985-ben. Hazatérése után, az 1990-es évek elején elsők között alapított őrző-védő cégeket. 1992-ben Magyarországra hívta Uri Gellert a magyar származású izraeli parafenomént, hogy segítsen a nyomtalanul eltűnt Farkas Helga megtalálásában. Ebben az évben számtalan újságcikk jelent meg róla és többször szerepelt televíziós műsorokban. Később megszerezte a Négy Tigris Piac tulajdonának a 25%-át.

#### Bűncselekmények
Az általa alapított őrző-védő cégekben a küzdősportokhoz kapcsolódó tevékenysége kapcsán megismert sportolókat alkalmazta, akikkel a rendszerváltás utáni bizonytalan gazdasági helyzetben pénzbehajtással, majd uzsorakölcsönzéssel is foglalkozott. 1992. szeptember 28-án látványos körülmények között letartóztatták. A testépítősportban jeleskedő I. Attila jelentette fel Tasnádit, mert az állítólag emberein keresztül megfenyegette, hogy ha nem adja vissza a korábban neki adott 50 ezer forint "szponzori díjat", akkor megölik. Egy év múlva a Pest Megyei Rendőrség bizonyítottság hiányában lezárta a nyomozást, de 1997-ben a nyomozás által feltárt egyéb bűncselekményekben bűnösnek találták és két év felfüggesztett börtönbüntetésre ítélték. 13 hónapos előzetes letartóztatás után szabadult és végleg beírta magát a magyar közéletbe, mint az első magyar "keresztapa".
1999-ben ismételten letartóztatták a Ferihegyi Repülőtéren, mikor Hollandiából visszatért az első magyar K1-es válogatottal. 2002-ben a Legfelsőbb Bíróságon született meg a jogerős ítélet, amelyben önbíráskodás, súlyos testi sértés és adócsalás miatt négy és fél év börtönt szabtak ki rá. Mivel 1999-es letartóztatásakor az 1997-es ítélet próbaideje még tartott, így ez is letöltendőre változott.
2008-ban ismét letartóztatták. Az ügy a fellebbezések után végül a Kúriáig jutott, ahol 2012 februárjában született meg a jogerős ítélet. Ebben bűnszervezetben elkövetett kétrendbeli emberölés előkészületében, kétrendbeli, felbujtóként elkövetett, életveszélyt okozó testi sértés bűntettében, felbujtóként elkövetett, maradandó fogyatékosságot okozó testi sértésben, közveszéllyel való fenyegetésben, rongálásban, csalásban, személyes szabadság megsértésében, közveszélyokozásban, zsarolásban, és súlyos testi sértés kísérletben találták bűnösnek. Mindezekért hét év börtönbüntetésre és közel hétmillió forint vagyonelkobzásra ítélték. 2016. szeptember 16-án szabadult a tiszalöki börtönből.
2017 tavaszán egy autólopási ügyben vették őrizetbe. Ennek az ügynek a tárgyalása, amelyben orgazdasággal vádolják, 2019-ben kezdődött PKKB-n. 2024 áprilisában felmentették bűncselekmény hiányában . 
Alig két héttel azután, hogy 2021 tavaszán több sajtóorgánum is arról írt, hogy szegényen, kisnyugdíjasként tengeti az életét, ismét letartóztatták és csoportosan elkövetett önbíráskodással gyanúsították meg. 2022-ben ismét vádat emeltek ellene, önbíráskodás miatt. 2025-ben felmentették bűncselekmény hiányában. 

## Magánélete
Budapesten született zsidó származású családban, így zsidó neveltetést kapott. Ápolja a zsidó tradíciókat. 2020-ban az Országos Rabbiképző – Zsidó Egyetem nappali tagozatos hallgatója.

### Családja
Apja katonatiszt, féltestvére dr. Láposi Lőrincné Judit rendőrnyomozó volt.
Első házasságát 1970-ben kötötte amelyből két fiúgyermek született, Edmond (1975) és Tamás (1977). Második felesége Marjai Judit, akit a 2012-es ítélet szerint bérgyilkossal akart megöletni és akinek édesanyját sósavval öntette le. Harmadik házasságából születendő gyermeke Barbara édesanyjával tragikus autóbalesetben elhunyt 1992. március 28-án. Ötödik házasságából 2009-ben született kislánya Lili Hanna. Öt unokája van.

## Könyvei
- Maffia életre-halálra?, Bentley Book, 1994, 227 oldal, ISBN 9637822968
- 983 nap a Fidesz börtönében, Stardust Publishing, 2002, 334 oldal, ISBN 9632040589
- A gengsztervilág titkai, Vertas Trade Kft., 2020, 312 oldal, ISBN 9786150088099
- A Keresztapa börtönben, Vertas Trade Kft., 2022, 416 oldal, ISBN 9786158200523
- Mr. Tasnádi. A börtön árnyékában; Troubadour Books, Kistarcsa, 2024 301 oldal ISBN 9786150195971

## Könyvek róla
- Jónás József: Célkeresztben Tasnádi Péter, Totem Plusz Könyvkiadó Kft., 2000, 302 oldal ISBN 9635901372

### Szereplőként
- Havas Henrik: A magyar keresztapa, Art Noeveau, 2019, 278 oldal
- Bocsák Miklós: A bokszpápa, Miksport Bt., 2005, 192 oldal, ISBN 9789632196862
- Zalatnai Sarolta: Ők sem szerzetesek, szerzői magánkiadás, Budapest, 1989, ISBN 9630275244
- Dezső András: Maffiózók mackónadrágban, 21. Század kiadó, 2019, 415 oldal, ISBN 9786155955365
- Bartus László: Maffia-regény, szerzői magánkiadás, 2001, 400 oldal, ISBN 9634405967
- Kárpáti Tamás: A Zemplényi, Pannon Könyvkiadó, Budapest, 1992, ISBN 963-7866-43-4